# Жоффруа I де Шарни
Жоффруа I де Шарни (фр. Geoffroi I de Charny; ок. 1306 — 19 сентября 1356, Пуатье), сеньор де Лире — французский военачальник, писатель и поэт, участник Столетней войны.

## Биография
Второй сын Жана I Великого, сеньора де Шарни и де Лире, от первого брака с Маргаритой де Жуанвиль, внук сенешаля Шампани Жана де Жуанвиля.
Сеньор де Лире, де Пьер-Пертюи, де Маро, де Савуази, де Монфор близ Монбара, и прочее.
Считался одним из лучших рыцарей своего времени. Фруассар называет его «самым рассудительным и самым доблестным среди всех других» (le plus preudhomme et le plus vaillant de tous les autres), Жан Лебель — «храбрым и доблестным рыцарем» (vaillant et prœu chevalier), и сходные характеристики дают «Большие французские хроники» и Джеффри Ле-Бейкер.
Жоффруа де Ла Тур Ландри в 116 главе своей «Книги поучений дочерям» ставит Шарни в один ряд с такими заслуженными и прославленными рыцарями, как Бусико и Жан де Сентре.
С июля 1337 года в качестве башелье с пятью оруженосцами служил в войске графа Рауля д’Э, коннетабля Франции, в Лангедоке. Затем, с 9 марта 1339 по 1 октября 1340 под командованием того же военачальника, находился на Фландрской границе и в гарнизоне Турне (28 апреля — 30 сентября 1340), куда прибыл из Пьер-Пертюи, что под Везле.
15 октября 1341 был направлен из Анже с тремя оруженосцами в Бретань в войско коннетабля и герцога Нормандского. В 1341—1342 годах участвовал в войне за Бретонское наследство на стороне Карла де Блуа. 30 сентября 1342 был взят в плен англичанами в битве при Морле, но вскоре был выкуплен. В июне 1343 Филипп VI пожаловал Шарни 140 турских ливров годовой ренты для основания часовни в Лире.
В 1345 году принял участие в крестоносной экспедиции дофина Вьенского Умберта II.
В 1346 году участвовал в осаде Эгийона. В ходе этой осады назван рыцарем в квитанции, выданной 2 августа в Пон-Сент-Мари, получив 150 ливров на расходы и содержание тяжеловооруженных всадников своей роты.
Участвовал в попытке Филиппа VI оказать помощь осажденному Кале, затем был назначен капитаном Сент-Омера.
В октябре 1348 года король подарил ему дом с участком, расположенный в Париже на улице Пти-Марива, конфискованный у Жирара д’Орма, королевского нотария. 19 апреля 1349 года Жоффруа вместо пожизненной ренты в тысячу ливров, которую должна была выплачивать казна, получил 500 ливров наследственной ренты, которую предполагалось получать с первых крепостей, которые планировалось отвоевать в сенешальствах Тулузы, Бокера и Каркассона.
В последние годы правления Филиппа VI Жоффруа де Шарни входил в состав тайного совета короля.
В ночь с 31 декабря 1349 на 1 января 1350 года предпринял неудачную попытку овладеть Кале при помощи подкупа, но был разгромлен и взят в плен Эдуардом III, потребовавшим крупный выкуп.
Король Иоанн II Добрый 31 июля 1351 дал в счет выкупа 12 000 золотых экю.
Был назначен наместником или генерал-капитаном в Пикардии и на нормандской границе, командовал в этих провинциях с 29 августа 1350 по 1 октября 1352, при губернаторе маршале Клермоне. В октябре 1351 году инспектировал укрепления Булони, Гина и фландрской границы.
6 января 1352 года одним из первых был пожалован в рыцари ордена Звезды, или Богоматери Благородного Дома.
В 1355 году послан с секретной миссией в Нормандию, и 25 июня того же года получил должность орифламмоносца Франции, с некоторой суммой денег на расходы и содержание полагавшихся ему жандармов.
В грамоте от октября 1353 назван королевским советником, получил 62 ливра и 10 турских су в качестве дотации для капеллы или коллегиальной церкви, которую с 1343 года планировал построить в Лире.
В июле 1356 года получил от короля два дома, конфискованных у Жоссерана де Масона, и расположенных в Париже, один напротив церкви Сент-Эсташ, а другой у Виль-Л’Эвек. Дарение было утверждено 21 ноября того же года герцогом Шарлем Нормандским по ходатайству вдовы Жоффруа в пользу его малолетнего наследника Жоффруа II.
Погиб в битве при Пуатье, закрыв короля своим телом. В 1370 году останки Жоффруа были перевезены из Пуатье в Париж, и торжественно погребены в церкви целестинцев одновременно с телом маршала Одреема.

## Сочинения
Жоффруа де Шарни имел среди современников репутацию превосходного знатока различных аспектов рыцарства. Его перу принадлежат три известных сочинения: прозаическая «Книга о рыцарстве» (Livre de chevalerie), стихотворная «Книга Шарни» (Livre Charny) и «Запросы о джостре, турнире и войне» (Demandes pour la joute, le tournoy et la guerre).
«Книга о рыцарстве» является самым знаменитым произведением Шарни, и наряду с «Книгой о рыцарском ордене» Раймунда Луллия, одним из основных руководств по рыцарской этике.
Стихотворная «Книга о рыцарстве», также называемая «Книгой мессира Жоффруа де Шарни», и просто «книгой Шарни» (около 1800 стихов) была частично издана Артюром Пьяже в 1897 году в журнале Romania.
«Запросы о джостре, турнирах и войне, что я, Жоффруа де Шарни, делаю высокому и могущественному принцу рыцарей Богоматери Благородного Дома» (Demandes pour la joute, le tournoy et la guerre que je, Geoffroi de Charni, fais à haut et puissant prince des chevaliers de Nostre Dame de la Noble Maison) написаны для рыцарей ордена Звезды около 1352 года.

## Туринская плащаница
Жоффруа де Шарни считается первым известным обладателем католической реликвии, позднее получившей название Туринской плащаницы. Приобретенная при неизвестных обстоятельствах плащаница была после его смерти помещена в основанную Жоффруа капеллу в Лире, чье основание было 30 января 1354 утверждено папой Иннокентием VI, и которая вскоре получила дополнительные привилегии, данные ещё тремя буллами.

## Семья
1-я жена: Жанна де Туси, дама де Пьер-Пертюи (ум. после 1341)
2-я жена: Жанна де Вержи, дама де Савуази и Монфор, дочь Гийома де Вержи, сеньора де Мирбо, и Аньес де Дюрне. Вторым браком вышла за Эмона Женевского (ум. 1388)
Дети:
- Жоффруа II де Шарни (ум. 22.05.1398), сеньор де Лире, Савуази и Монфор. Жена: Маргарита де Пуатье, дочь Шарля де Пуатье, сеньора де Сен-Валье, и Симоны де Мери
- Шарлотта де Шарни. Муж: Бертран де Шазан, сеньор де Мизери и д’Эскютиньи

## Публикации
- Livre de chevalerie // Oeuvres de Jean Froissart. Chroniques. T. I. Ed. J. Kervyn de Lettenhove. — Bruxelles, 1873, pp. 463—533
- Les demandes pour la jouste, le tournoi et la guerre de Geoffroy de Charney (XIVe siècle), mémoire de licence. Ed. J. Rossbach. — Université libre de Bruxelles, 1962
- A Critical Edition of Geoffroy de Charny’s «Livre Charny» and the «Demandes pour la joute, le tournoi et la guerre». Ed. A. Taylor. — Chapel Hill: University of North Carolina, 1977
- The Book of Chivalry of Geoffroi de Charny : Text, Context, and Translation. Ed. R. W. Kaeuper and E. Kennedy. — Philadelphia: University of Pennsylvania Press, 1996. — ISBN 978-0-8122-1579-3, pp. 65—225
- A Knight’s Own Book of Chivalry. — Philadelphia: University of Pennsylvania Press, 2005. — ISBN 978-0-8122-1909-8. Reed. 2013